# Walter Hasenclever
Walter Hasenclever (n. 8 iulie 1890 - d. 22 iunie 1940) a fost un scriitor expresionist german.
A scris versuri de atitudine protestatară, străbătută de patos revluționar.
Dramaturgia sa este centrată în jurul temelor expresioniste, conflictul dintre generații, fraternitatea umană.

## Scrieri
- 1913: Adolescentul ("Der Jüngling")
- 1914: Fiul ("Der Sohn")
- 1917: Antigone
- 1918: Oamenii ("Die Menschen")
- 1929: Căsătoriile se contractează în cer ("Ehen wurden im himmel geschlossen").